# Balivanich
Balivanich (schottisch-gälisch: Baile a’ Mhanaich) ist ein Dorf auf der Insel Benbecula in den Äußeren Hebriden vor der Westküste Schottlands. Es ist das wichtigste Zentrum Benbeculas. Der Name bedeutet "Stadt des Mönchs" und bezieht sich vermutlich auf ein hier möglicherweise bereits im 6. Jahrhundert gegründetes Kloster, zu dem der Teampull Chaluim Chille gehört haben könnte, eine kleine, Columban von Iona gewidmete Kirche, deren Ruinen südlich des Dorfes auch heute noch zu sehen sind.
Das Kammergrab Airidh na h-aon Oidche liegt in Balivanich.

## Geografie und Klima
Balivanich befindet sich an der nördlichen Westküste Benbeculas in einem weitgehend ebenen Areal (0 bis 10 Meter über dem Meeresspiegel). Zum Stichtag der Volkszählung am 29. April 2001 umfasste das Dorfgebiet 3,76 km².
Charakteristisch für das örtliche Wetter sind nahezu ständige, feuchte, kühle Westwinde. Dennoch sorgen die Ausläufer des Golfstroms ganzjährig für ein insgesamt mildes Klima ohne besondere Temperaturschwankungen. Strenger Frost ist selten; die Jahresdurchschnittswerte reichen von ca. 5 °C im Januar bis ca. 14 °C im August. Über das Jahr verteilt fallen etwa 1.200 mm Niederschlag, wobei der Mai mit durchschnittlich 10 Regentagen der trockenste Monat ist. Im Dezember fällt in Balivanich an durchschnittlich 22 Tagen und damit häufiger als in den übrigen Monaten Niederschlag.
|                        | Jan   | Feb  | Mär   | Apr  | Mai  | Jun  | Jul  | Aug   | Sep   | Okt   | Nov   | Dez   |   |         |
| Mittl. Temperatur (°C) | 4,9   | 4,8  | 5,7   | 7,2  | 9,7  | 11,7 | 13,6 | 13,6  | 11,8  | 9,6   | 6,9   | 5,5   | ⌀ | 8,8     |
| Mittl. Tagesmax. (°C)  | 7,2   | 7,3  | 8,3   | 10,0 | 12,9 | 14,5 | 16,1 | 16,2  | 14,4  | 12,0  | 9,2   | 7,8   | ⌀ | 11,3    |
| Mittl. Tagesmin. (°C)  | 2,5   | 2,4  | 3,1   | 4,3  | 6,6  | 8,9  | 11,1 | 11,0  | 9,2   | 7,3   | 4,6   | 3,2   | ⌀ | 6,2     |
|                        |       |      |       |      |      |      |      |       |       |       |       |       |   |         |
| Niederschlag (mm)      | 140,1 | 94,9 | 104,3 | 67,3 | 58,3 | 61,7 | 77,7 | 100,5 | 105,4 | 136,2 | 128,9 | 118,4 | Σ | 1.193,7 |
|                        |       |      |       |      |      |      |      |       |       |       |       |       |   |         |
| Regentage (d)          | 21    | 16   | 19    | 12   | 10   | 12   | 14   | 14    | 17    | 20    | 21    | 22    | Σ | 198     |

| 2,5 |

| 2,4 |

| 3,1 |

| 4,3 |

| 6,6 |

| 8,9 |

| 11,1 |

| 11,0 |

| 9,2 |

| 7,3 |

| 4,6 |

| 3,2 |

| 2,5 |

| 2,4 |

| 3,1 |

| 4,3 |

| 6,6 |

| 8,9 |

| 11,1 |

| 11,0 |

| 9,2 |

| 7,3 |

| 4,6 |

| 3,2 |

## Religion und Bestattungswesen
Aussagekräftige Statistiken über Religionszugehörigkeiten in Balivanich wurden seitens der schottischen Behörden bislang nicht veröffentlicht, da sie unter Umständen die Identifizierung einzelner Einwohner ermöglichen könnten. Für die Insel Benbecula, deren einwohnerreichste Siedlung Balivanich ist, liegen folgende Zahlen vor: Im Rahmen der Volkszählung 2001 erklärten sich 42,75 % der Befragten der römisch-katholischen Kirche zugehörig, 33,31 % der protestantischen Church of Scotland, und 8,25 % gaben an, Mitglied einer anderen christlichen Glaubensgemeinschaft zu sein. 11,85 % fühlten sich keiner Religion zugehörig.
Christen begeben sich zum Gottesdienst in umliegende Gemeinden, da das heutige Balivanich keine Kirchen besitzt. Die am nächsten gelegenen protestantischen (Church of Scotland) und römisch-katholischen Gotteshäuser befinden sich im benachbarten Griminish. In Balivanich gibt es ein Bestattungsunternehmen; Beerdigungen finden jedoch in der südlich des Dorfs gelegenen Siedlung Nunton statt. Der Friedhof von Nunton, Cladh Mhuire, ist durch die B892 in zwei Teile geteilt, den östlichen, alten Teil mit einigen Kriegsgräbern aus beiden Weltkriegen und den westlich der Straße gelegenen, heute überwiegend genutzten neuen Teil. Gemäß einer dort aufgestellten Informationstafel ist Cladh Mhuire die einzige noch heute in Nutzung befindliche Stätte auf Benbecula mit frühchristlichem Bezug (Gründung möglicherweise zu Zeiten Columbans von Iona im 6. Jahrhundert).

## Verkehrswesen
Balivanich ist über die B892 angeschlossen an die Nord-Süd-Hauptverkehrsachse A865, die North Uist, Benbecula und South Uist verbindet. Das Dorf wird bedient von der Buslinie W17, die zwischen Berneray im Norden und Eriskay im Süden verkehrt. Bereitgestellt wird dieser Service von der Regionalverwaltung für die Western Isles (Comhairle nan Eilean Siar) in Zusammenarbeit mit lokalen Busunternehmen und dem Postbusdienst. Im Hinblick auf die geringe Bevölkerungszahl verkehren die Busse zwar regelmäßig, aber nicht besonders häufig.

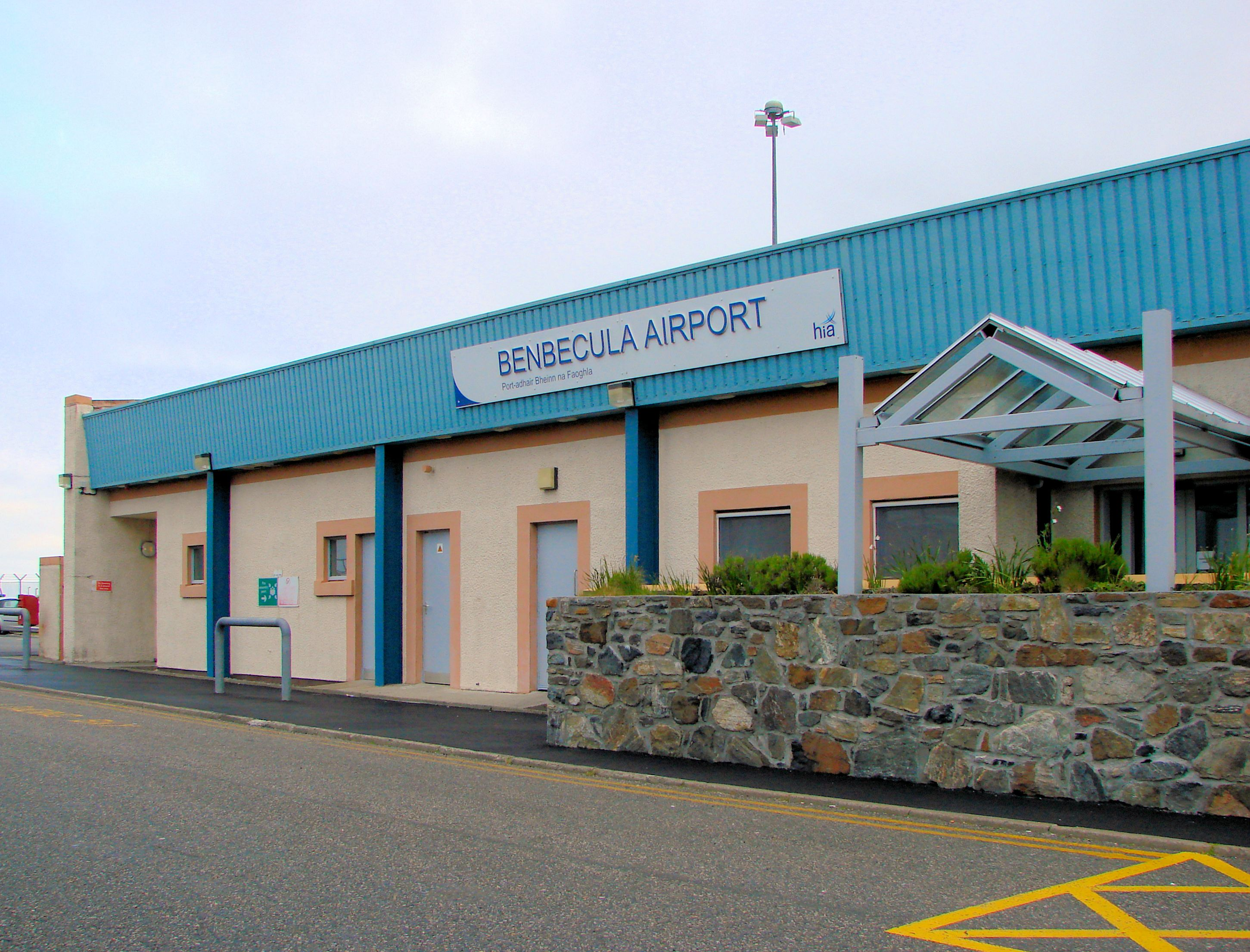
Empfangsgebäude des Flughafens Benbecula in Balivanich

Ein Schienennetz existiert nicht; mehrere private Taxiunternehmen ergänzen den Busverkehr. Daneben gibt es einen fahrplanmäßigen Tür-zu-Tür-Transportservice für ältere und in ihrer Beweglichkeit eingeschränkte Personen, der mit Kleinbussen Geschäfte, Banken, Postämter und andere wichtige Einrichtungen des täglichen Bedarfs anfährt.
Balivanich gehört zum Bezirk der Kfz-Zulassungsstelle Inverness. Kraftfahrzeuge mit Standort Balivanich erhalten dementsprechend Kfz-Kennzeichen mit den Herkunftscodes SX oder SY.
Am nördlichen Ortsrand befindet sich der Flughafen Benbecula (Port-adhair Bheinn na Faoghla; IATA: BEB, ICAO: EGPL). Betreibergesellschaft ist die Highlands and Islands Airports Limited mit Sitz in Inverness.
Der Flugbetrieb umfasst planmäßige Linienflüge zum Festland (Inverness via Stornoway sowie Glasgow International) und Postfrachtflüge. Ferner wird der Flughafen aufgrund seiner zentralen Lage unweit des Krankenhauses als Landeplatz für Rettungshubschrauber und -flugzeuge genutzt. Vereinzelt landen auch Maschinen der Royal Air Force zum Auftanken bzw. zu Transport- und Logistikzwecken.

## Postdienst
Die Brief- und Paketzustellung in Balivanich erfolgt durch Royal Mail sowie einige private Kurierunternehmen. Die bis Anfang 2016 im Dorfzentrum befindliche Postfiliale wurde zwischenzeitlich in einen der örtlichen Supermärkte integriert und ist montags bis sonntags tagsüber geöffnet. Royal Mail chartert eine Maschine der Loganair, um ihre Post von Balivanich aus aufs Festland zu fliegen, während die privaten Kurierdienste ihre Fracht meist im Transporter bzw. Lkw per Fähre befördern.

## Schulwesen
Da die alte Grundschule (primary school) während eines Unwetters stark beschädigt wurde, besuchen Kinder aus Balivanich und den umliegenden Gemeinden seit August 2011 die an anderer Stelle errichtete neue Balivanich School (Sgoil Bhaile a’ Mhanaich). Betreut bzw. unterrichtet werden dort ca. 140 Jungen und Mädchen im Alter von 1 – 12 Jahren in 3 Vorschul- und 6 Grundschulklassen. Eine weiterführende Schule (secondary school) befindet sich im Nachbarort Liniclate.

## Krankenhaus
In Balivanich befindet sich das Uist and Barra Hospital (Ospadal Uibhist agus Bharraigh). Das Krankenhaus, welches im Jahre 2001 eröffnet wurde, hat 29 Betten und leistet einen wichtigen Beitrag zur medizinischen Versorgung der Bevölkerung auf den südlichen Inseln der äußeren Hebriden. Neben einer Notaufnahme ("A&E") bietet das Hospital einen ambulanten Facharztservice, Geburtshilfe (Erstgebärende werden allerdings regelmäßig in Krankenhäuser auf dem Festland oder das Western Isles Hospital in Stornoway überwiesen) sowie – mangels ausreichender Pflegeheimplätze in Uist – in Einzelfällen auch stationäre Langzeitpflege für Senioren.
Während kleinere chirurgische Eingriffe vor Ort vorgenommen werden, verfügt das Krankenhaus nicht über eine Intensivstation; Patienten mit schwerwiegenderen Verletzungen bzw. Krankheiten werden per Rettungsflugzeug oder -hubschrauber in entsprechend ausgestattete Kliniken auf dem Festland oder in Stornoway verlegt.